# Ragbi klub Rad
Il Ragbi Klub Rad ("Associazione rugbistica Rad"; abbreviato in R.K. Rad) è una società di rugby di Belgrado fondata il 8 dicembre 1996.

## Storia
Un gruppo di entusiasti e amanti dello sport, guidati da Boško Strugar fondaro l'8 dicembre 1996 il club Ragbi klub Pobednik.
Gli inizi non furono facili in mancanza di impianto sportivo, terreno da gioco e attrezzi. Con la dedizione e l'impegno profuso dai membri e l'aiuto economico degli stessi, il club riuscì ben presto a diventare una delle realtà più vincenti della propria nazione sfornando anche pedine importanti per la Nazionale serba.
Nel dicembre 2014 il nome del club fu rinominato in quello ancora attuale, Ragbi klub Rad.

## Palmarès[2]

### Trofei nazionali
- Campionati serbi: 8 (record)
2006-07, 2007-08, 2008-09, 2009-10, 2010-11, 2011-12, 2012-13, 2013-14, 2016-17
- Coppe di Serbia: 6 (record)
2009, 2012, 2013, 2017, 2018, 2020
- Campionati serbo-montenegrini: 2
2000, 2001
- Coppe di Serbia e Montenegro: 1
2006